# 2001 год в сумо
Основные события 2001 года в сумо.

## Турниры
- Хацу басё, Рёкогу Кокугикан, Токио (7 — 21 января)
- Хару басё, гимназия префектуры Осака, Осака (11 — 25 марта)
- Нацу басё, Рёкогу Кокугикан, Токио (13 — 27 мая)
- Нагоя басё, гимназия префектуры Айти, Нагоя (8 — 22 июля)
- Аки басё, Рёкогу Кокугикан, Токио (9 — 23 сентября)
- Кюсю басё, Международный центр Фукуока, Кюсю (11 — 25 ноября)

## Новости

### Январь
- 21 января: ёкодзуна Таканохана одержал впервые победу на басё: в январском басё он победил своего принципиальнейшего противника Мусасимару. Оба сумоиста одержали по 14 побед и потерпели по одному поражению, поэтому для победителя турнира был назначен дополнительный финал[1]. Приз за техническое совершенство получил Тотинонада[англ.], а приз за боевой дух — Ваканояма[англ.], который в маэгасира #3 одержал 9 побед и потерпел 6 поражений. Ваканосато[англ.] получил приз за выдающееся выступление, поскольку на басё победил Мусасимару. В дивизион макуути пришёл Таманонада, победивший в дзюрё и сменивший сикону на Таманосима[англ.]. Маэгасира Токи[англ.] был дисквалифицирован за участие в ДТП в декабре 2000 года и отправлен в дзюрё. Таким образом, хэя Такасаго впервые осталась без сумоистов, выступающих в макуути.
- 22 января: в отставку вышел ёкодзуна Акэбоно, одержавший на ноябрьском басё 2000 года свою 11-ю победу, но пропустивший январское басё из-за травмы. Причиной отставки стали боли в коленях[2]. Акэбоно стал тренером в хэя Адзумадзеки, взяв имя Акэбоно Ояката.
- 29 января: Японская ассоциация сумо выплатила Акэбоно бонус в размере 100 миллионов иен за заслуги перед сумо. Подобную награду ранее получил Тиёнофудзи, вышедший в отставку в 1991 году.

### Февраль
- 21 февраля: ассоциация сумо смягчила требования к участникам басё по росту со 173 до 167 см из-за нехватки борцов. Были приняты ещё 13 сумоистов.

### Март

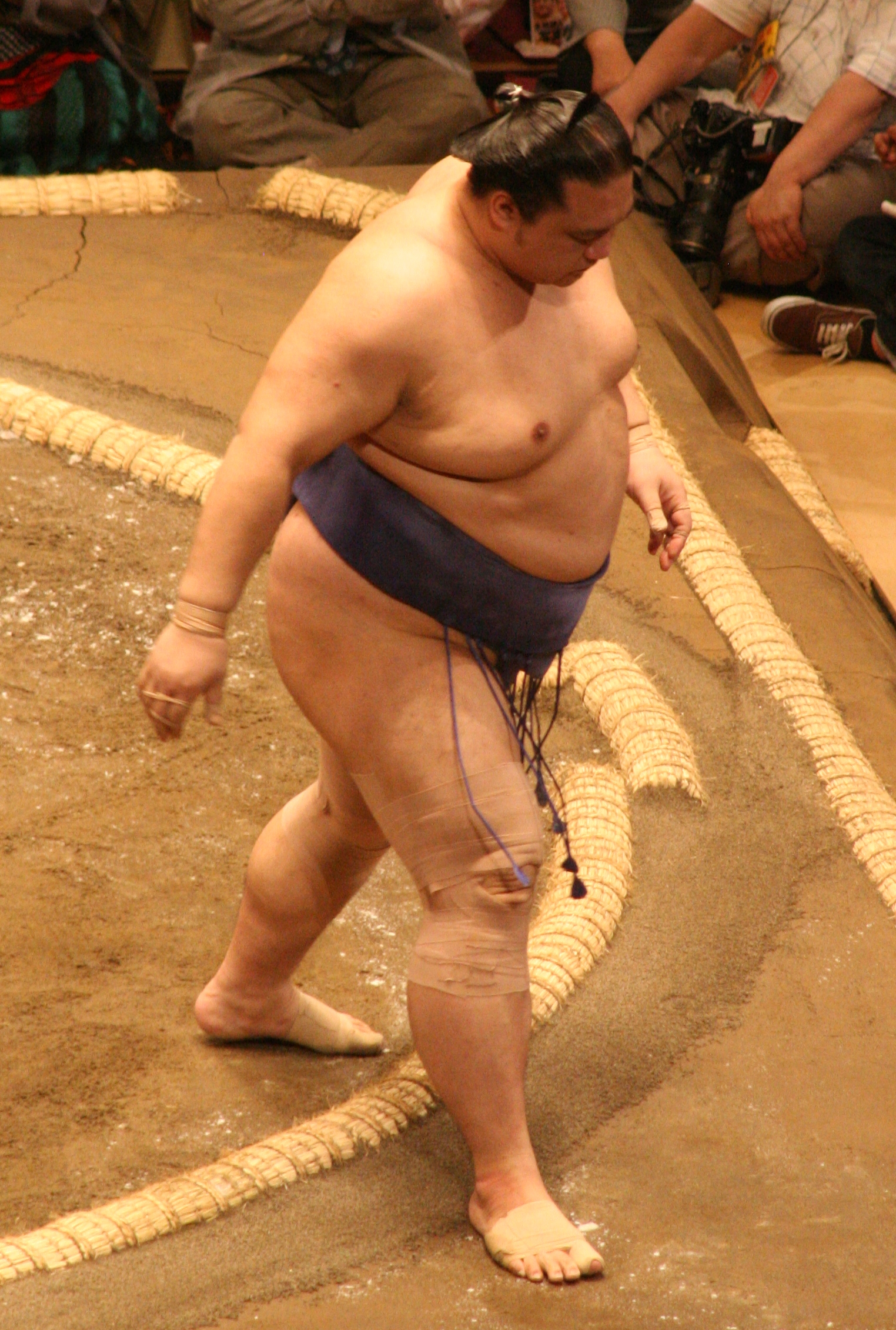
Кайо, дважды чемпион в басё 2001 года

- 25 марта: одзэки Кайо выиграл свой второй кубок на мартовском басё с 13 победами и 2 поражениями. Он опередил на одну победу сразу троих претендентов: Таканохану, Мусасимару и одзэки Мусояму[англ.]. Маэгасира Таманосима получил приз за боевой дух, поскольку одержал 11 побед. Котомицуки выиграл второй приз за техническое совершенство, а приз за выдающееся выступление разделили Тотинонада и Тотиядзума[англ.]. Вакацумоцу[англ.], победивший в дзюрё с 10 победами и 5 поражениями и одолевший в дополнительном финале Токи, вышел в макуути. В отставку вышел маэгасира Дайхисё.

### Май
- 22 мая: свой 22-й Императорский кубок выиграл Таканохана в драматическом финале. Перед последним туром он неожиданно проиграл одзэки Мусояме, а его конкурент Мусасимару одолел Тиётайкая. В заключительный день в воскресенье Мусасимару одержал победу и сравнялся с Таканоханой (13 побед и 2 поражения у каждого), поэтому был назначен дополнительный раунд. Таканохана, выступавший с травмой правого колена, в дополнительном раунде всё же победил Мусасимару и завоевал свой кубок[3]. Кайо из-за травмы спины выбыл, проиграв в первые восемь дней четыре матча. Котомицуки был награждён призом за техническое совершенство, а комусуби Асасёрю получил приз за выдающееся выступление, будучи дебютантом макуути. Китадзакура[англ.] выиграл свой первый турнир в дзюрё. Маэгасира Сикисима[англ.] ушёл в отставку.

### Июнь
- 5 июня: Футагояма Ояката[англ.] объявил, что его сын Таканохана снимается с турнира из-за травмы колена.

### Июль
- 22 июля: Кайо выиграл свой второй чемпионат в этом году, несмотря на травму спины. 13 побед и 2 поражения позволили ему обойти Мусасимару и Таманосиму (по 12 побед и 3 поражения у каждого), но Таманосима снова выиграл приз за боевой дух. Приз за техническое совершенство разделили Тотиядзума и Токицууми[англ.]. Титула одзэки лишился Дэдзима[англ.]. В дзюрё победил Буюдзан[англ.], который сравнялся сразу с семью сумоистами по результату (9 побед и 6 поражений), но выиграл дополнительные раунды плей-офф.
- 23 июля: Таканохана отправился в Париж, где ему собирались сделать операцию на колене.

### Сентябрь

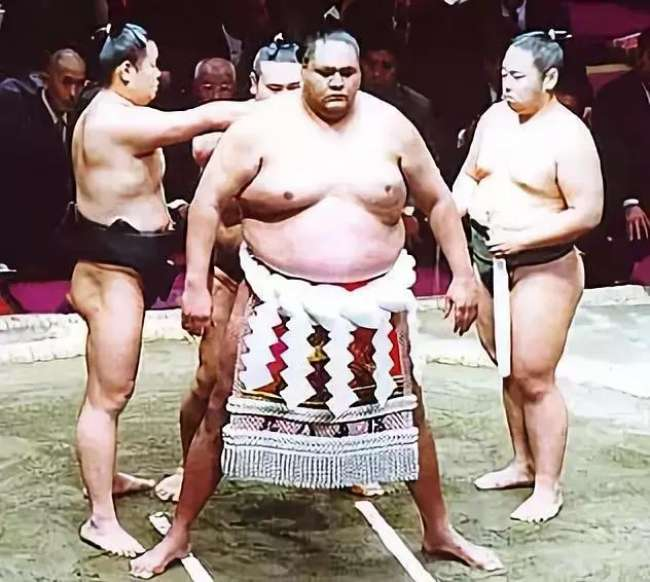
Акэбоно уходит в отставку

- 23 сентября: маэгасира #2 Котомицуки выиграл свой первый кубок с 13 победами и двумя поражениями, взяв все три специальных приза. Сэкиваке Тотиядзума отстал от него на одну победу. Приз за техническое совершенство разделил Кайхо[англ.], за боевой дух — Асасёрю. Таканохана продолжил курс восстановления, из-за травмы выбыли Кайо, Тиётайкай и Миябияма[англ.]. Миябияма также лишился титула одзэки. Мусасимару одержал всего 9 побед при 6 поражениях, а бывший маэгасира Аогияма выиграл дзюрё.
- 29 сентября: в отставку подал Акэбоно. Церемония данпацу-сики (ритуального состригания косички) прошла в Кокугикане: на ней присутствовали посол США в Японии Говард Бейкер, представитель администрации Президента Франции Жака Ширака, сумоисты Конисики, Таканохана и тренер Адзумадзэки Ояката[4].

### Ноябрь
- 25 ноября: Мусасимару впервые выиграл с сентября 2000 года Кубок, победив 13 из 15 раз. Тотиядзума снова занял 2-е место с 12 победами, получив титул одзэки и седьмой приз за техническое совершенство. Басё пропустили Таканохана, Тиётайкай и Миябияма, но вернулся Кайо с 10 победами. Асасёрю и Ваканосато поделили приз за боевой дух вместе с дебютантом макуути Буюдзаном. Оикари[англ.] победил в дзюрё, а комусуби Томонохана[англ.] вышел в отставку.
- 28 ноября: Тотиядзума официально стал одзэки[5] — пятый сын бывшего борца сумо, получивший титул одзэки[5].

## Смерти
- 17 января от тромба в головном мозге умер Вакабаяма[англ.], комусуби и бывший Сирокояма Ояката (78 лет).
- 27 января от рака горла умер Оногава Ояката, бывший маэгасира Хатия[англ.] (50 лет).